# Мурафа (Харьковская область)
Мурафа (укр. Мурафа) — село,
Мурафский сельский совет, Краснокутский район, Харьковская область, Украина.
Является административным центром Мурафского сельского совета, в который, кроме того, входят село Мирное и посёлки Владимировка, Лесное, Оленевское, Пыльнянка, Сороковое.

## Географическое положение
Село Мурафа находится на реке Мерчик (приток реки Мерла), выше по течению примыкает село Мирное, ниже по течению на расстоянии в 2 км расположен посёлок Владимировка. К селу примыкает большой лесной массив (сосна).
Через село проходит автомобильная дорога Т-2106.

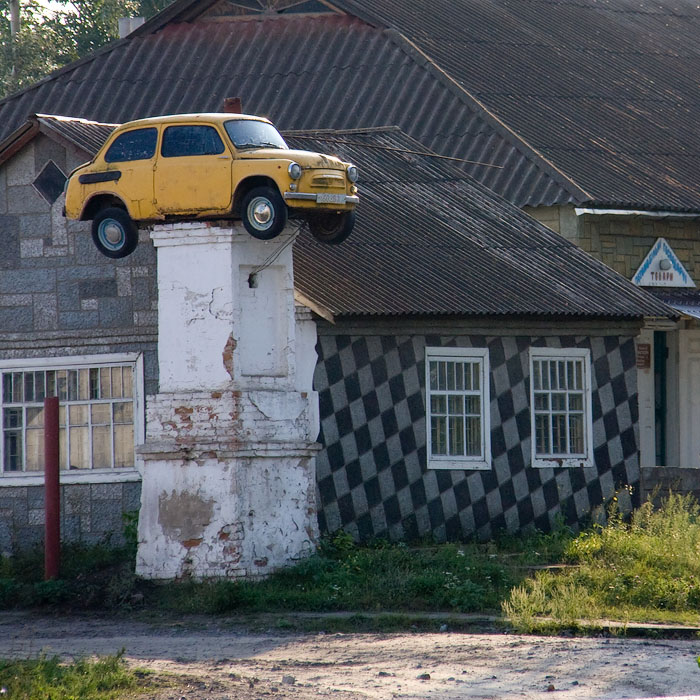
Запорожец на столбу. Достопримечательность Мурафы.

## История
- 1669 год — год первого упоминания города[1]
- 1675 год. Мурафа становится селом.
- 1679 год. Татары из Ногайской Орды прошлись грабежом по Мурафскому шляху, весь Чугуевский и Харьковский уезды, и били под Мурафу, Красный Кут (теперь Краснокутск) и Колонтаев; под Богодуховом Хан зимовал и отсюда разсылал партии в различные места всего пространства между реками Мерлою и Ворсклою; только на следующий год орда ушли обратно в степь.

«1686 г.
Городъ Мурафа за рекою за Мерломъ отъ той реки в пяти верстахъ подле речки Мерчика с Московскою сторону той речки ставленъ острожнымъ бревенчатымъ тыномъ а около того города меньшого острогу с трехъ сторонъ обошла речка Мерчикъ а устьямъ впала рѢчка Мерчикъ противъ Городного в реку Мерлу а по рѢчке Мерчику до того города Мурафы с московской стороны леса дубникъ и боръ и олехъ и орешникъ а по смѢте того лѢсу будеть отъ Мурафы к Городному и Богодухову вдлину верстъ на 10 а вширину в розныхъ мѢстехъ на 5 и на 6 и на 7 в. а за рѢчкою Мерчикомъ отъ Крымской стороны к Валкамъ і к Новой-Перекопи і к Высокополью и к Кочломку и к Коломоцкому лѢсу и до Коломоцкого броду къ рекѢ Ворсклу степь. А пашни и сенные покосы тѢхъ Мурафенскихъ к Мерлинскимъ лѢсамъ и по обѢ стороны рѢчки Мерчика і к степи.
А Мурафенские жители черкасы Микита Кондратьевъ сынъ Уманецъ с товарыщи словѢсно сказали что они для хоромного и дровяного лѢсу въѢзжаютъ в тѢ вышеписанные лѢса а жителей де в томъ городе черкасъ с 300 челов… вверхъ по речке Мерчику выше города во шти верстахъ село Микитовка Мурафского жителя Микиты Умонца а въ томъ селе жителей черкасъ со 100 дворовъ да Мурафенского уѢзду на рекѢ Мерле по обѢ стороны той реки село Кручикъ, а в томъ селе жителей черкасъ 30 дворовъ.»
— Кн. «Харьковская губерния. Список населенных мест по сведениям 1864 года»
Когда в середине XVII в. на Мурафском шляху воздвигались крепости и остроги для защиты южных границ Русского государства от набегов татар, был построен и острог Мурафа. В «Описании городов Белгородской черты 1668 года» указывается, что в нём были 2 проездные и 5 глухих башен, вокруг острога тянулся ров шириною в 2 сажени, наполненный водой. Гарнизон острога состоял из 850 казаков, 6 пушкарей и 12 станичников.
В дальнейшем село стало административным центром Мурафской волости Богодуховского уезда Харьковской губернии Российской империи.
По переписи 2001 года население составляло 2903 человек. По данным 2024 года население составляло 2201 человек.

## Экономика
Население Мурафы специализируется на производстве сельскохозяйственной продукции. В 1999—2000 годах состоялся очередной этап «Земельной реформы» и, соответственно указу Президента Украины от 3 декабря 1999 года о ликвидации всех коллективных сельскохозяйственных предприятий, колхоз им. Горького прекратил свое существование. На его месте были созданы и ныне работают ряд с/х предприятий:
- ЧСП «Явир» — основной с/х производитель. Земельный фонд — 3800 га. Около 140 рабочих[4].
- СПК «Вирнисть»
- и 8 фермерских хозяйств[5].

Молочно-товарная и птице-товарная фермы (прекратили свое существование в конце 90-х начале 2000-х г.г.)
Мурафский сахарный завод в 2013 году переработал 68 тысяч тонн свеклы и выработал 7 000 тонн сахара, завершив сезон 28 декабря. Последний свой сезон отработал в 2014 году. По состоянию на 2020 год из-за низкой рентабельности производства сахара завод законcервирован.

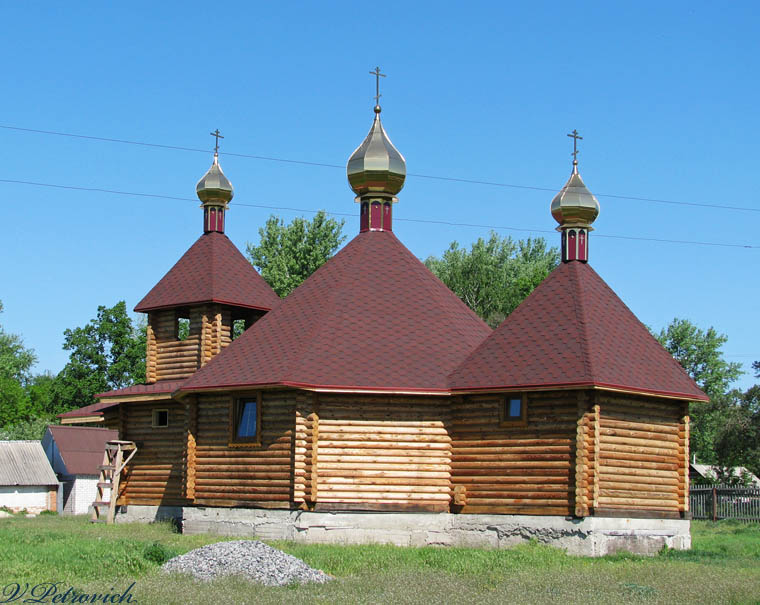
Церковь Николая Чудотворца.

## Религия
В селе есть религиозные общины 2 конфесий:
- Православные христиане
  - Православная Церковь Украины — Свято-Николаевская парафия[9]
  - Украинская Православная Церковь (Московский Патриархат) — Архангело-Михайловский храм и Николаевский храм
- Евангельские христиане
  - Украинская Церковь Христиан Веры Евангельской — Мурафская помесная церковь

Данные религиозные общины (ПЦУ, УПЦ(МП), ЦХВЕУ) сотрудничают между собой как на уровне их рядовых членов так и на уровне их всеукраинских объединений в рамках Всеукраинского совета церквей. На уровне местных церквей (парафий) и региональных объединений (епархий) взаимодействие этих общин на данный момент минимально.
В Мурафе родился Стефан (Тимченко) (1898—1979) — епископ Патарский, викарий Западноевропейского экзархата русских приходов Константинопольского патриархата.

## Известные люди
- Кучугура-Кучеренко Иван Иович, (07.07.1878-24.11.1937) — известный украинский кобзарь, репрессирован;
- Дибров Кирилл Селиверстович (15.07.1914—20.03.1980) — участник Великой Отечественной войны, командир стрелкового взвода 393-го отдельного батальона морской пехоты (Черноморский флот), младший лейтенант, Герой Советского Союза (1944);
- Железный Спартак Авксентьевич (1912—10.12.1941) — военный комиссар разведывательной роты 465-го отдельного разведывательного батальона 383-й стрелковой дивизии 18-й армии Южного фронта, Герой Советского Союза, (посмертно, 1943);
- Ивахненко Сергей Алексеевич (род. 18.04.1950) — украинский ученый в области материаловедения сверхтвердых материалов, Член-корреспондент НАН Украины, профессор.